# 矢野聖子
矢野 聖子（やの せいこ、1973年5月27日 - ）は、札幌テレビ放送（STV）の元アナウンサー。

## 来歴
札幌市立啓明中学校卒業。
北海道札幌南高等学校卒業。高校時代にカナダ、ノバスコシア州のハイスクールに1年間交換留学する。
1996年 上智大学外国語学部英語学科卒業後、STV入社。
2005年12月 語学等社会研修のため退職。
2007年 オフィスサッポロにアナウンス室委託社員として所属するも退社。その後は東京を拠点にフリーランスでナレーターを中心に活動。

## 過去の出演番組

### テレビ
- Sな福ぶくろ
- どさんこワイド212
- これは五つ星（STV、月2回）
- 情報!Sセンス!（メインキャスター 2000年10月2日～2005年7月 ）

### ラジオ
- 歌謡プラザ朝いちばん
- 日曜朝から元気です
- MORNING SCOPE（FM NORTH WAVE、金曜日）